# Галогенні породи
Галогенні породи (галоліти) (рос.галогенные породы, англ. halogen rocks, halogenic rocks; нім. halogene Gesteine n pl) — гірські породи хімічного походження (хлориди, сульфати), які виникли в результаті випарювання води солоних озер і лагун (кам'яна сіль, калійні та магнієві солі, гіпс та ін.) в умовах аридного клімату.
Найзначніші відклади Г.п. пов'язані з відкладами пермської, неогенової, юрської, девонської, кембрійської систем.
Термін належить радянському геологу Л. В. Пустовалову (1940). Галоліти іноді називають соляними породами, часто використовується також термін «евапорити». Використовуються у харчовій, хімічній, авіаційній та автомобільних галузях промисловості.